# إي آيه برايت لايت
إي آيه برايت لايت (بالإنجليزية: EA Bright Light)، هي شركة بريطانية لتطوير ألعاب الفيديو، كانت تابعة للشركة الأمريكية الأم إلكترونيك آرتس، تأسست الشركة سنة 1995 في غلدفورد، أنتجت عدة ألعاب منها لعبة نجوم الدوري الإنجليزي الممتاز، وفي سنة 2011 انحلت الشركة.